# 1981 v športu
1981 v športu.

## Avto - moto šport
- Formula 1: Nelson Piquet, Brazilija, Brabham – Ford, je slavil s tremi zmagami in 50 točkami, konstruktorski naslov je šel v roke moštvu Williams – Ford z osvojenimi 95 točkami
- 500 milj Indianapolisa: slavil je Bobby Unser, ZDA, z bolidom Penske/Cosworth, za moštvo Penske Racing[1]

## Kolesarstvo
- Tour de France 1981: Bernard Hinault, Francija
- Giro d'Italia: Giovanni Battaglin, Italija

## Košarka
- Pokal evropskih prvakov: Maccabi Tel Aviv
- NBA: Boston Celtics slavijo s 4 proti 2 v zmagah nad Houston Rockets, MVP finala je Cedric Maxwell[2]
- EP 1981: 1. Sovjetska zveza, 2. Jugoslavija, 3. Češkoslovaška[3]

## Nogomet
- Pokal državnih prvakov: Liverpool premaga Real Madrid s 1-0[4]

## Smučanje
- Alpsko smučanje: 
  - Svetovni pokal v alpskem smučanju, 1981
    - Moški: Phil Mahre, ZDA[5]
    - Ženske: Marie-Theres Nadig, Švica[6]
- Nordijsko smučanje: 
  - Svetovni pokal v smučarskih skokih 1981: 
    - Moški: 1. Armin Kogler, Avstrija, 2. Roger Ruud, Norveška, 3. Horst Bulau, Kanada[7]
    - Pokal narodov: 1. Avstrija, 2. Norveška, 3. Finska

## Tenis
- Turnirji Grand Slam za moške:
  - 1. Odprto prvenstvo Avstralije: Johan Kriek, ZDA[8]
  - 2. Odprto prvenstvo Francije: Björn Borg, Švedska
  - 3. Odprto prvenstvo Anglije – Wimbledon: John McEnroe, ZDA[9]
  - 4. Odprto prvenstvo ZDA: John McEnroe, ZDA
- Turnirji Grand Slam za ženske:
  - 1. Odprto prvenstvo Avstralije: Martina Navratilova, ZDA[10]
  - 2. Odprto prvenstvo Francije: Hana Mandlíková, Češkoslovaška
  - 3. Odprto prvenstvo Anglije – Wimbledon: Chris Evert, ZDA[11]
  - 4. Odprto prvenstvo ZDA: Tracy Austin, ZDA
- Davisov pokal: ZDA slavi s 3-1 nad Argentino[12]

## Hokej na ledu
- NHL – Stanleyjev pokal: New York Islanders slavijo s 4 proti 1 v zmagah nad Minnesota North Stars
- SP 1981: 1. Sovjetska zveza, 2. Švedska, 3. Češkoslovaška[13]

## Rojstva
- 30. januar: Dimitar Berbatov, bolgarski nogometaš
- 10. februar: Franziska Christine »Fränzi« Aufdenblatten, švicarska alpska smučarka
- 12. februar: Raúl Entrerríos, španski rokometaš
- 25. februar: Park Ji-Sung, južnokorejski nogometaš
- 3. marec: László Nagy, madžarski rokometaš
- 10. marec: Samuel Eto'o, kamerunski nogometaš
- 4. april: Sašo Ožbolt, slovenski košarkar
- 25. april: Anja Pärson, švedska alpska smučarka
- 25. april: Felipe Massa, brazilski dirkač
- 15. maj: Patrice Evra, francoski nogometaš
- 19. maj: Sani Bečirović, slovenski košarkar
- 20. maj: Iker Casillas, španski nogometni vratar
- 29. maj: Andrej Aršavin, ruski nogometaš
- 31. maj: Marlies Schild, avstrijska alpska smučarka
- 7. junij: Ana Kurnikova, ruska tenisačica
- 12. junij: Klemen Lavrič, slovenski nogometaš
- 5. julij: Daniela Merighetti, italijanska alpska smučarka
- 14. julij: Matti Hautamäki, finski smučarski skakalec
- 16. julij: Robert Kranjec, slovenski smučarski skakalec
- 28. julij: Michael Carrick, angleški nogometaš
- 29. julij: Fernando Alonso, španski dirkač Fomule 1
- 29. julij: Aleš Kranjc, slovenski hokejist
- 13. avgust: Grega Bole, slovenski kolesar
- 25. september: Marcel Rodman, slovenski hokejist
- 3. oktober: Zlatan Ibrahimović, švedski nogometaš
- 9. oktober: Urška Žolnir, slovenska judoistka
- 14. oktober: Carolina Ruiz Castillo, španska alpska smučarka
- 15. oktober: Jelena Dementjeva, ruska tenisačica
- 19. oktober: Heikki Kovalainen, finski dirkač Formule 1
- 26. oktober: Martina Schild, švicarska alpska smučarka
- 28. oktober: Milan Baroš, češki nogometaš
- 17. november: Nebojša Joksimović, slovenski košarkar
- 25. november: Xabi Alonso, španski nogometaš
- 1. december: Nike Lovisa Bent, švedska alpska smučarka
- 28. december: Khalid Boulahrouz, nizozemski nogometaš

## Smrti
- 1. januar: Mauri Rose, ameriški avtomobilistični dirkač (* 1906)
- 1. januar: Kathleen Le Messurier, avstralska tenisačica (* ?)
- 7. marec: Hildegard »Hilde« Krahwinkel Sperling, nemško-danska tenisačica (* 1908)
- 23. marec: Mike Hailwood, britanski dirkač Formule 1 in motociklističnega prvenstva (* 1940)
- 30. marec: Douglas Lowe, angleški atlet (* 1902)
- 13. maj: Joe Louis, ameriški boksar (* 1914)
- 15. maj: Jiří Tožička, češki hokejist (* 1901)
- 23. avgust: Trevor Coker, novozelandski veslač (* 1949)
- 27. avgust: Valerij Harlamov, ruski hokejist (* 1948)
- 22. oktober: David Burghley, angleški atlet, športni funkcionar in politik (* 1905)
- 22. oktober: Jurij Pantjuhov, ruski hokejist (* 1931)
- 26. november: Morris Kirksey, ameriški atlet in ragbist (* 1895)
- 26. november: Max Euwe, nizozemski šahist in matematik (* 1901)
- 1. december: Dare Bernot, slovenski kanuist na divjih vodah (* 1933)
- 2. december: Francis Hunter, ameriški tenisač (* 1894)